# Yale (heraldika)
A yale a címerképek közé tartozó heraldikai jelkép.
Az angol heraldikában fordul elő, mint különös képzeletbeli lény. A heraldikai antilopok közé sorolható, mely a 15. századtól fordul elő. A bestiáriumok szerint tetszés szerinti irányba el tudja fordítani a szarvait, a viadalban az egyiket tartaléknak hátra is vetheti. Eredetileg hosszú farka és egyenes szarvai voltak, majd a farka lerövidült és csavart szarvat kapott.